# Laureano Campanera
Laureano Alberto Campanera (n. 27 de mayo de 1977 - Don Torcuato, Provincia de Buenos Aires) es un piloto argentino de automovilismo. Compitió en diferentes categorías a nivel nacional, cobrando relevancia en el Turismo Carretera donde además de representar a la marca Chevrolet, fue también creador de su propia escudería de automovilismo, bajo cuya dirección Matías Rossi obtuvo el campeonato del año 2014.
Compitió también en las categorías TC Pista, Turismo Competición 2000, Top Race y TC Pick Up. Tras su participación en el año 2016 había anunciado su retiro de la práctica para dedicarse a la dirección integral de su escudería, Donto Racing. Sin embargo, desarrolló algunas competencias especiales como piloto invitado, mientras que en 2019 desarrolló dos competencias de TC Pick Up. Actualmente es director y propietario de la escudería Donto Racing.

## Biografía
Debutó en el año 2002, compitiendo en el TC Bonaerense a bordo de un Chevrolet Chevy. En el año 2003, debutaría en el TC Pista, categoría en la que compitió hasta 2005, cuando obtuvo el ascenso al Turismo Carretera. Entre 2003 y 2005, compitió en la categoría Turismo Competición 2000, donde debutó como piloto titular en el equipo Sport Team (donde condujo sucesivamente un Mitsubishi Lancer y un Volkswagen Bora) en 2003 y 2004, y como piloto invitado y titular en el Fineschi Racing en 2005 (compartió la conducción de un Honda Civic con Rubén Salerno, aunque luego lo reemplazó en las fechas siguientes).
Otra categoría en la que incursionó fue en la Top Race, donde debutó en 2009 bordo de un Chevrolet Vectra II. En la misma, desarrolló pocas competencias hasta 2010, abandonando definitivamente ese año, para dedicarse con exclusividad al Turismo Carretera. 
Finalmente, en el Turismo Carretera se mantuvo activo hasta el año 2017, tras el cual decidió abocarse a la dirección de su equipo Donto Racing, aunque teniendo participaciones esporádicas. Por su escudería compitieron también diferentes pilotos, destacándose entre ellos Matías Rossi, quien ingresó al equipo en 2012 y fue campeón de Turismo Carretera en 2014 y subcampeón en 2015 y 2016.
Tras el desarrollo de la temporada 2016, Campanera había anunciado su retiro de la práctica deportiva para dedicarse a la dirección de su equipo. En este sentido, para la temporada 2017 tomó una decisión que levantó polémica al ceder parte de su escudería a Matías Rossi, a fin de facilitar el pase de este piloto a la marca Ford. La polémica se suscitó luego de unas declaraciones de Campanera de que en su equipo nunca iba a atender unidades Ford, debido a su identificación con la marca Chevrolet. En este contexto y tras un acuerdo de patrocinio con la empresa de insumos agropecuarios Nova, Campanera y Rossi dieron origen a la estructura Nova Racing, dependiente del Donto Racing. A su vez, el equipo Donto incorporó a los pilotos Sergio Alaux y Juan José Ebarlín, ambos con Chevrolet. En este sentido, Campanera retornó a la conducción al competir como piloto invitado de Ebarlín, en las dos ediciones de los 1000 km de Buenos Aires. Tras estas dos incursiones, en 2019 Campanera decidió expandir su estructura al presentarse en la categoría TC Pick Up donde además de competir, arribó a un acuerdo con la marca italiana Fiat por la cual además de representarla en forma oficial, propició el debut de su producto Fiat Toro. Sin embargo, este acuerdo duró solamente dos competencias, tras las cuales Fiat retiró su apoyo y Campanera volvió a sus funciones directivas dentro del equipo, apuntalando a Matías Rodríguez, que había quedado como piloto fijo dentro del equipo. Por el lado del TC, Matías Jalaf se incorporó al Nova Racing, mientras que Matías Rossi y Juan José Ebarlín mantuvieron sus respectivos lugares. 
En el año 2020 y ante la salida de Matías Rossi de su equipo, Campanera reformuló su escudería confirmando a Ebarlín y Jalaf y contratando a Juan Manuel Silva y Matías Rodríguez en el Turismo Carretera, mientras que para el TC Pista convocó a Cristian Di Scala y para la TC Pick Up nuevamente a Rodríguez. Sin embargo, tras la situación ocurrida a causa de la pandemia de SARS-CoV-2 que provocó la detención de las actividades deportivas en el país, tanto Silva como Di Scala decidieron abandonar la escudería. Finalmente y tras haberse retomado las actividades deportivas, el equipo se reformuló con el ingreso de Mauricio Lambiris y con Campanera anunciando su retorno a las competencias dentro del Turismo Carretera.

## Trayectoria
| Año  | Categoría                              | Automóvil                 |
| ---- | -------------------------------------- | ------------------------- |
| 2002 | TC Bonaerense                          | Chevrolet Chevy           |
| 2003 | Debut en TC Pista                      | Chevrolet Chevy           |
| 2003 | Debut en Turismo Competición 2000      | Mitsubishi Lancer         |
| 2004 | TC Pista                               | Chevrolet Chevy           |
| 2004 | Turismo Competición 2000               | Volkswagen Bora           |
| 2005 | TC Pista                               | Chevrolet Chevy           |
| 2005 | Turismo Competición 2000, 3 carreras   | Honda Civic               |
| 2006 | Debut en Turismo Carretera             | Chevrolet Chevy           |
| 2007 | Turismo Carretera                      | Chevrolet Chevy           |
| 2008 | Turismo Carretera                      | Chevrolet Chevy           |
| 2009 | Turismo Carretera                      | Chevrolet Chevy           |
| 2009 | Debut en Top Race V6, 5 carreras       | Chevrolet Vectra II y III |
| 2010 | Turismo Carretera                      | Chevrolet Chevy           |
| 2010 | Top Race V6, 1 carrera                 | Chevrolet Vectra III      |
| 2011 | Turismo Carretera                      | Chevrolet Chevy           |
| 2012 | Turismo Carretera                      | Chevrolet Chevy           |
| 2013 | Turismo Carretera                      | Chevrolet Chevy           |
| 2014 | Turismo Carretera                      | Chevrolet Chevy           |
| 2015 | Turismo Carretera                      | Chevrolet Chevy           |
| 2016 | Turismo Carretera                      | Chevrolet Chevy           |
| 2017 | Invitado a los 1000 km de Buenos Aires | Chevrolet Chevy           |
| 2018 | Invitado a los 1000 km de Buenos Aires | Chevrolet Chevy           |
| 2019 | Debut en TC Pick Up, 2 carreras        | Fiat Toro                 |

### Trayectoria en Turismo Competición 2000
| Año             | Año                  | Fechas | Fechas | Fechas | Fechas | Fechas | Fechas | Fechas | Fechas | Fechas | Fechas | Fechas | Fechas  | Fechas | Fechas | Posición final   |
| Equipo          | Automóvil            | Fechas | Fechas | Fechas | Fechas | Fechas | Fechas | Fechas | Fechas | Fechas | Fechas | Fechas | Fechas  | Fechas | Fechas | Posición final   |
| --------------- | -------------------- | ------ | ------ | ------ | ------ | ------ | ------ | ------ | ------ | ------ | ------ | ------ | ------- | ------ | ------ | ---------------- |
| 2003            | 2003                 | 01     | 02     | 03     | 04     | 05     | 06     | 07     | 08     | 09     | 10     | 11     | 12      | 13     | 14     | Sin Puntos *     |
| Sportteam       | Mitsubishi Lancer VI | NP     | NP     | NP     | NP     | NP     | NP     | NP     | NP     | NP     | NP     | NP     | NP      | 15†    | NP     | Sin Puntos *     |
|                 |                      |        |        |        |        |        |        |        |        |        |        |        |         |        |        |                  |
| 2004            | 2004                 | 01     | 02     | 03     | 04     | 05     | 06     | 07     | 08     | 09     | 10     | 11     | 12      | 13     | 14     | 30 (0.00 puntos) |
| Sportteam       | Volkswagen Bora      | NP     | Ret    | Ret    | 12     | Ret    | 15     | Ret    | Ret    | Ret    | 16     | Ret    | 14      | Ret    | Ex.    | 30 (0.00 puntos) |
|                 |                      |        |        |        |        |        |        |        |        |        |        |        |         |        |        |                  |
| 2005            | 2005                 | 01     | 02     | 03     | 04     | 05     | 06     | 07     | 08     | 09     | 10     | 11     | 12      | 13     | 14     | Sin puntos **    |
| Fineschi Racing | Honda Civic VI       | NP     | NP     | NP     | NP     | NP     | NP     | NP     | NP     | NP     | NP     | NP     | Ret *** | 17     | 20     | Sin puntos **    |

Notas:

*: Inhabilitado para sumar puntos por incorporarse en las últimas 3 fechas.
**: Inhabilitado para sumar puntos, por incorporarse como titular entre las últimas 3 fechas.
***: Invitado por  Rubén Salerno a los 200 km de Buenos Aires.

### Trayectoria en Top Race
| Temporada         | Categoría   | Vehículo             | Equipo       | Posición final  |
| ----------------- | ----------- | -------------------- | ------------ | --------------- |
| 2009              | Top Race V6 | Chevrolet Vectra II  | Donto Racing | 53.º (0 puntos) |
| Copa América 2010 | Top Race V6 | Chevrolet Vectra III | Donto Racing | 44.º (0 puntos) |